# Portret van een vrouw (Catharina van Hemessen)
Portret van een vrouw is een schilderij van Catharina van Hemessen in het Rijksmuseum in Amsterdam.

## Voorstelling

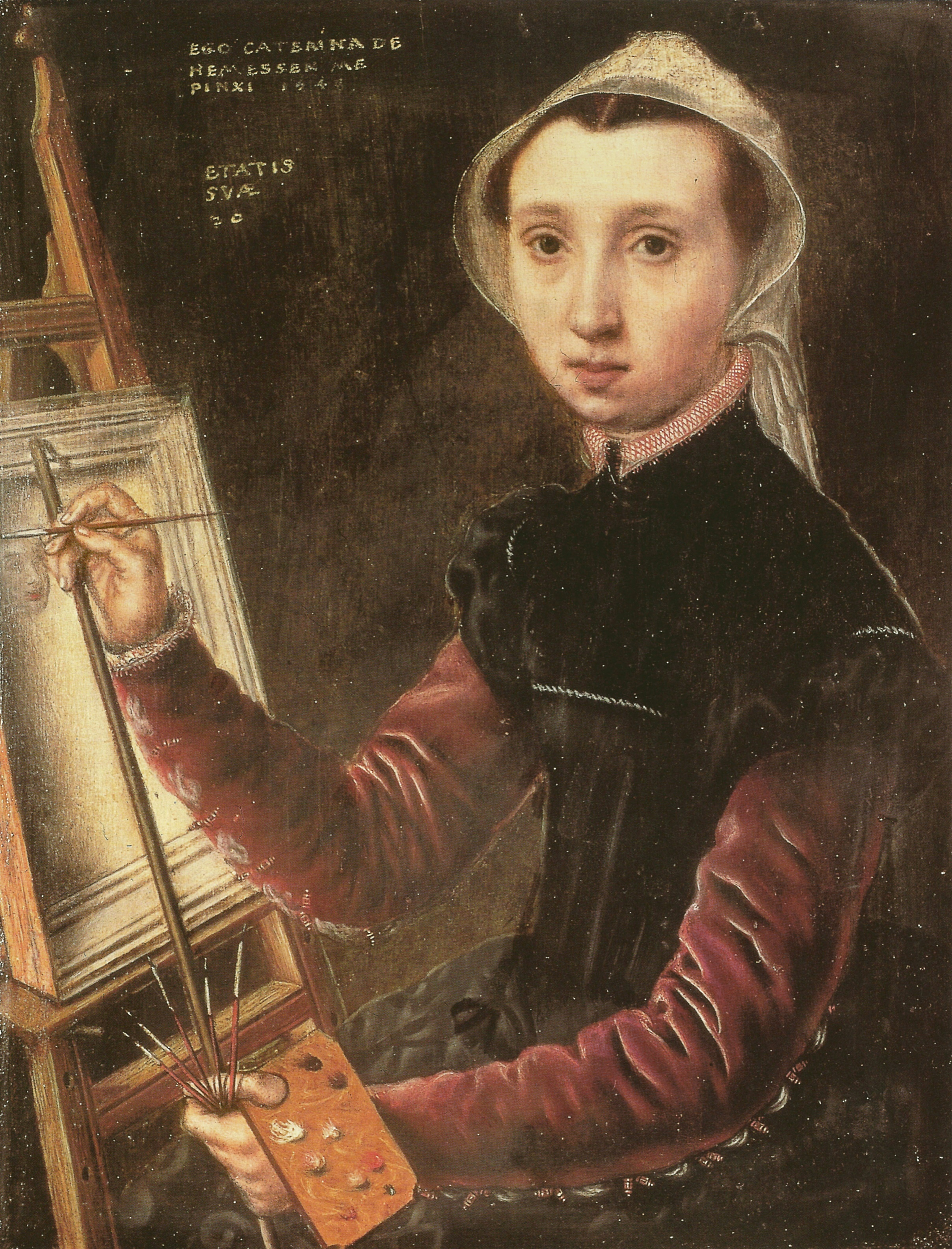
Catharina van Hemessen. Zelfportret. 1548. Bazel, Kunstmuseum Basel.

Het stelt een vrouw voor, ten halven lijve, met de handen voor de buik. Om haar hals draagt ze een lange, gouden ketting. Wie de vrouw is is onduidelijk. Volgens het Rijksmuseum is het waarschijnlijk een zelfportret. Vergelijking met het enige bekende zelfportret van Van Hemessen wijst echter uit dat het hier waarschijnlijk niet om een zelfportret gaat.

## Toeschrijving en datering
Het schilderij is rechtsboven in het Latijn gesigneerd en gedateerd ‘• CATHERINA•DE / HEMESSEN• / PINXIT • / 1548’ (Catherina de Hemessen heeft [dit] geschilderd [in het jaar] 1548’.

## Herkomst
Het werk werd in 1878 nagelaten aan het Rijksmuseum door Franciscus Gijsbertus Staatskin baron van Brakell tot den Brakell (1809-1878) in Arnhem.